# Al-Mina

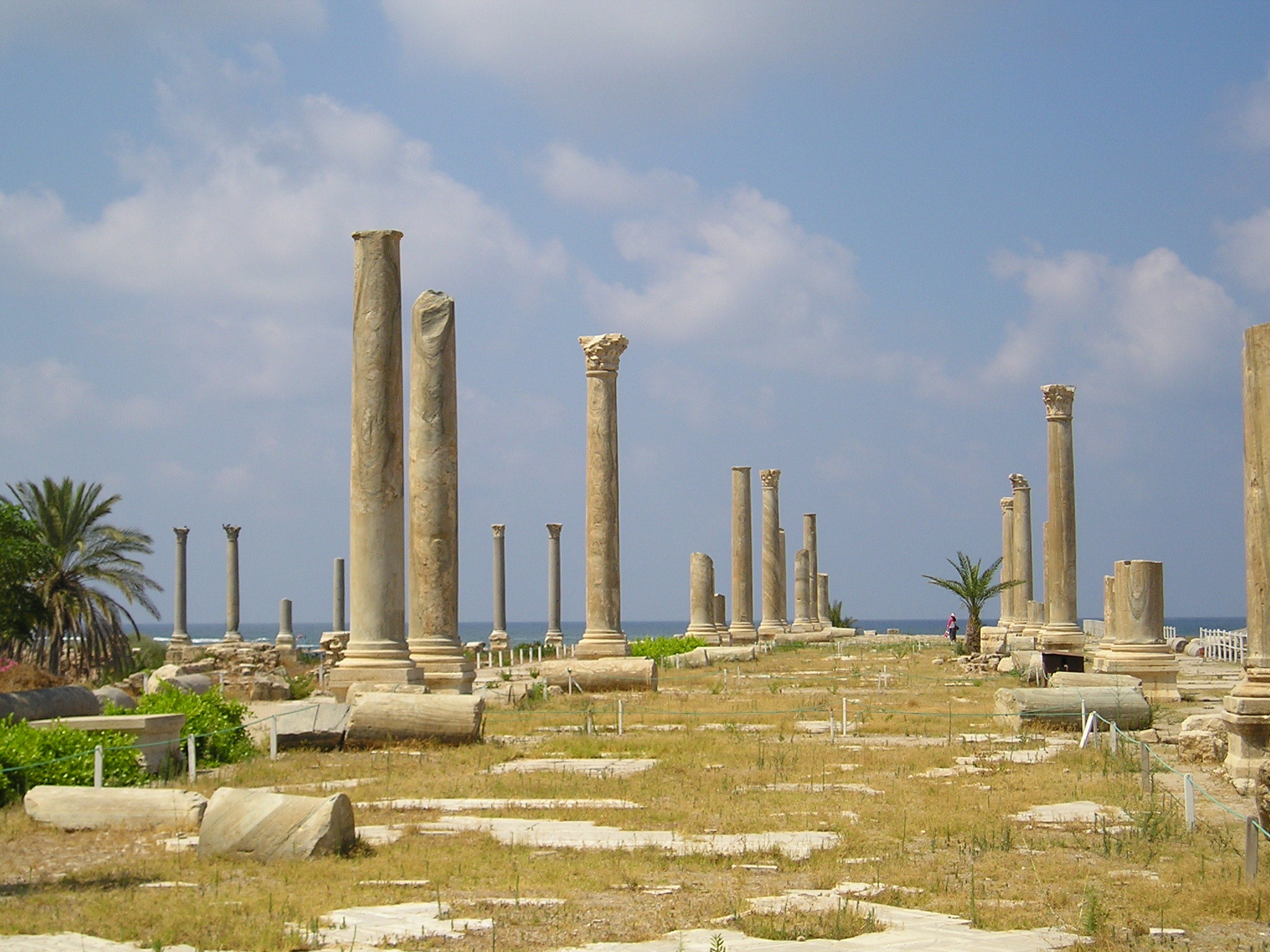
Rua com colunas no sítio arqueológico de al-Mina (Tiro, Líbano)

Al-Mina (em árabe: الميناء, "o porto") é o nome moderno dado pelo arqueólogo Leonard Woolley para um antigo entreposto de comércio (empório) na costa do Mar Mediterrâneo ao norte da Grande Síria, no estuário do Rio Orontes, hoje perto de Samandağ, na província turca de Hatay.
O sítio foi escavado em 1936 por Leonard Woolley, que considerou ser uma colônia de comércio da Grécia Antiga, fundada um pouco antes de 800 a.C., em competição direta com os Fenícios ao sul. Ele argumentou que uma quantidade substancial de cerâmica grega no local estabelecia uma conexão inicial com a Eubeia, enquanto as cerâmicas fenícias e sírias refletiam uma mistura cultural típica de um entreposto comercial.
Os críticos de Woolley argumentaram que ele descartou de modo grosseiro vasos utilitários não decorados, e o número relativo de populações gregas, sírias e fenícias distribuídas no local não foi bem estabelecido. A controvérsia se al-Mina deve ser considerada como um um sítio sírio nativo, com arquitetura síria e vasilhames de cozinha e presença grega, ou como um posto de comércio grego da Idade do Ferro, ainda não foi resolvida.

## Datação
al-Mina serviu como um entreposto para influências culturais que acompanharam o comércio com o Reino de Urartu e uma rota de caravanas curta para as cidades da Assíria e Mesopotâmia superior. Através de al-Mina e os comerciantes gregos em Chipre, o alfabeto fenício e outras tecnologias foram transmitidas à Eubeia e à Grécia continental no século VIII a.C. al-Mina foi destruída por volta de 700 a.C., talvez pelo rei assírio Senaqueribe, que reprimiu uma rebelião na cidade de Tarso em 696 a.C., mas foi imediatamente reconstruída. Cerâmicas recuperadas de níveis posteriores do sítio demonstram que a presença grega permaneceu em al-Mina até o século IV a.C., com cerâmicas importadas de Mileto e habilmente imitadas no local, aparentemente por oleiros gregos.
As escavações em al-Mina decepcionaram Woolley, pois ele procurava por um porto da Idade do Bronze; assim, ele mudou seu foco para o mais antigo e mais organizado sítio de Alalaque. al-Mina tem sido bastante ignorada em obras de pesquisa ampla sobre a região. Pesquisas posteriores apontaram al-Mina como chave para a compreensão do papel grego no mundo do Oriente Médio, e das trocas culturais que marcaram o início do Período orientalizante da história grega.

## Nome antigo
Woolley identificou al-Mina como Posideion, cidade mencionada em Heródoto (Histórias, III, 91), mas recentes acadêmicos atribuem Posideion à cidade de Ras al-Bassit.
Robin Lane Fox argumenta que o nome grego do sítio deveria ser Potamoi Karon, mencionado no relato de Diodoro Sículo sobre o ataque de Ptolomeu I Sóter ao litoral da região em 312 a.C. Ele ressalta a ordem incomum das palavras e supostamente as liga a karu, termo que significa "posto de troca" na inscrição assíria das conquistas de Tiglate-Pileser III, o que resultaria no nome da cidade significando "Rio(s) do posto de troca". Woolley, com argumentos distintos, data a extinção de al-Mina no final do século IV a.C., talvez destruída durante a construção do porto de Selêucia Piéria ao norte. Lane Fox sugere, ao invés disso, que a expedição de destruição do litoral foi a realizada por Ptolomeu em 312 a.C.